# Copa Ibérica de fútbol de 2005
La Copa Ibérica de fútbol de 2005 fue la 5ª edición del torneo. Los clubes participantes fueron el Real Betis Balompié, campeón de la Copa del Rey y el Vitoria Futebol Clube, más conocido como Vitoria Setúbal, que había conquistado la Copa de Portugal.
La competición de 2005, también se conoció como Recopa Ibérica en España, o Supertaça Ibérica en Portugal.
Se disputó a partido único, el día 28 de julio en el Estadio Ciudad de Ayamonte, en la provincia de Huelva.
El Vitoria de Setúbal conquistó el torneo con el marcador a favor de 1-2 goles.

## Clubes participantes
| España   |  | Real Betis Balompié              |  | Campeón de la Copa del Rey de fútbol |
| Portugal |  | Vitória Futebol Clube de Setúbal |  | Campeón de la Copa de Portugal       |

## Resultado

### Final
| 28 de julio de 2005 | Real Betis  | 1:2 | Vitoria Setúbal         | Estadio Ciudad de Ayamonte, Huelva                   |                                                      |
|                     | Juanito 78' |     | Chaves 10' Nandinho 26' | Asistencia: 5.000 espectadores Árbitro(s): Sin datos | Asistencia: 5.000 espectadores Árbitro(s): Sin datos |

| Portugal                            |
| Campeón Vitoria Setúbal 1.er título |